# 나이프 파이트
《나이프 파이트》는 2013년부터 2015년까지 미국에서 방송된 셰프 배틀 프로그램이다.